# Cycas petraea
{{#ifeq:0|0|{{#if:|{{#if:Cycaspetraea|[[]}}|}}}}
Cycas petraea (трапляється також написання Cycas petrae) — вид голонасінних рослин класу саговникоподібні (Cycadopsida).
Етимологія: від латинського petraeus — «скелясті місця», посилаючись на проживання на голих вапнякових скелях і валунах.

## Опис
Стовбури деревовиді, 6 м заввишки, 15–20 см діаметром у вузькому місці; 50–100 листків у короні. Листки яскраво-зелені, дуже блискучі, довжиною 140–230 см. Пилкові шишки яйцеподібні або вузькояйцевиді, оранжеві або коричневі, довжиною 30–40 см, 14–18 см діаметром. Мегаспорофіли 18–22 см завдовжки, сіро-повстяні або коричнево-повстяні. Насіння плоске, яйцевиде; саркотеста жовта, не вкрита нальотом.

## Поширення, екологія
Країни поширення: Таїланд. Цей вид росте у відкритих чагарниках з Dracaena, Euphorbia, бамбукових і численних рослин-альпіністів на крутих вапнякових оголеннях, що не мають ґрунтового покриву.

## Загрози та охорона
Хоча локалізований, це численний вид, який в основному живе у відносно важкодоступних місцях. Насправді ареал і населення не є повністю недоторканими, і є трохи загрози для виживання виду.